# Río del Valle (vattendrag i Chile)
Río del Valle är ett vattendrag  i Chile.   Det ligger i regionen Región de Coquimbo, i den centrala delen av landet, 170 km norr om huvudstaden Santiago de Chile. Rio del Valle mynnar ut i Rio Choapa.
Omgivningen kring Río del Valle är i huvudsak ett öppet busklandskap och området är mycket glesbefolkat, med 7 invånare per kvadratkilometer.